# Tabanus atrimaculatus
Tabanus atrimaculatus är en tvåvingeart som beskrevs av Schuurmans Stekhoven 1932. Tabanus atrimaculatus ingår i släktet Tabanus och familjen bromsar. Inga underarter finns listade i Catalogue of Life.